# 伊曼紐爾·諾貝爾
小伊曼紐爾·諾貝爾（瑞典語：Immanuel Nobel den yngre，1801年3月24日—1872年9月3日），生於瑞典耶夫勒，工程師與企業家，是諾貝爾家族的一員。他發明了製造夾板用的旋轉車床。
1827年，與安德烈爾特·諾貝爾結婚。1838年，為了銷售他發明的產品，他移居俄羅斯帝國的聖彼得堡，在此定居了二十多年。在聖彼得堡期間，他與其他瑞典移民，成為信義宗聖卡特琳娜教堂的信眾。他改良了一款水下爆破水雷，獲得沙皇尼古拉一世的注意，因此創立了一間軍火供應工廠，獲得巨大的財富。尼古拉一世於1855年過世，1856年克里米亚战争結束，新任沙皇亞歷山大二世大幅削減軍事支出，使得他的公司收入減少，遭遇經營上的困難。1859年，將公司交由其兒子路德維希·諾貝爾經營後，他回到瑞典斯德哥爾摩。在斯德哥爾摩的工廠中，他與他的兒子開始研究硝酸甘油的軍事應用。1864年，在斯德哥爾摩郊外赫勒內堡的工廠，發生爆炸意外，造成五人喪命，其中包括他的么子艾米爾·奧斯卡·諾貝爾。